# Янкеєво
Янке́єво (рос. Янкеево, марій. Янки) — присілок у складі Совєтського району Марій Ел, Росія. Входить до складу Вятського сільського поселення.

## Населення
Населення — 7 осіб (2010; 8 у 2002).
Національний склад (станом на 2002 рік):
- росіяни — 100 %